# 李蕊 (射击运动员)
李蕊（1983年8月10日—）是中国射击运动员，出生于北京。在2010年德国第50届世界射击锦标赛上获得女子飞碟双多项冠军， 世界纪录保持者。
曾在2010年德国慕尼黑世界射击锦标赛上追平世界纪录。同年的广州亚运会获得银牌。

## 射击生涯
李蕊于1995年开始学习射击，1998年加入北京市射击队，2002年首次进入国家队，代表国家出征芬兰世界锦标赛青少年比赛。2010年德国第50届世界锦标赛女子飞碟双多项，以115中获得个人冠军，并平世界纪录。同年，在广州亚运会上再次获得该项目团体第一，个人第二。
李蕊归属于北京射击队，2010年获得中国体育荣誉奖章。自2010年获得世界冠军后，转型为男子双多向教练。